# 负载

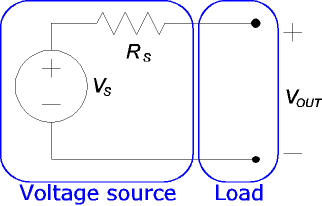
图右为“电力负荷”（load）

负载（electrical load）或负荷，此处是“电负载（荷）”、“电力负载”、“用电负荷”的简称，原始定义指电路所消耗的有功功率；其延伸定义泛指任何消耗有功功率的电子器件或电路上的装置、设备，例如家中的电器，即连接在电路中电源两端的電路元件。负载的单位，按原始定义为瓦特（W）；但在口语上，负载的单位按指称的对象不同而定。
“负载”此概念与产生电力的电源（例如电池或发电机）相对。在应用电力系统中，发电厂的地位相当于电源；而工厂、家庭等消耗电能者是负载。
電路中不應沒有負載而直接把電源兩極相連，此連接稱為短路。常用的負載有電阻、引擎和燈泡等可消耗功率的元件。不消耗功率的元件，如電容，也可接上去，但此情況為斷路。